# 貔貅
貔貅，又称辟邪、天禄。為中國傳說的一种瑞兽。中国的风水学者认为貔貅是转祸为祥的吉瑞之兽。中国传统有装饰“貔貅”的习俗，貔貅寓意丰富，人们相信它能带来欢乐及好运。从古至今，上至帝王、下至百姓都极度注重收藏和佩戴貔貅，传说貔貅除了开运、辟邪的功效之外，还有镇宅、化太岁、促姻缘等作用。

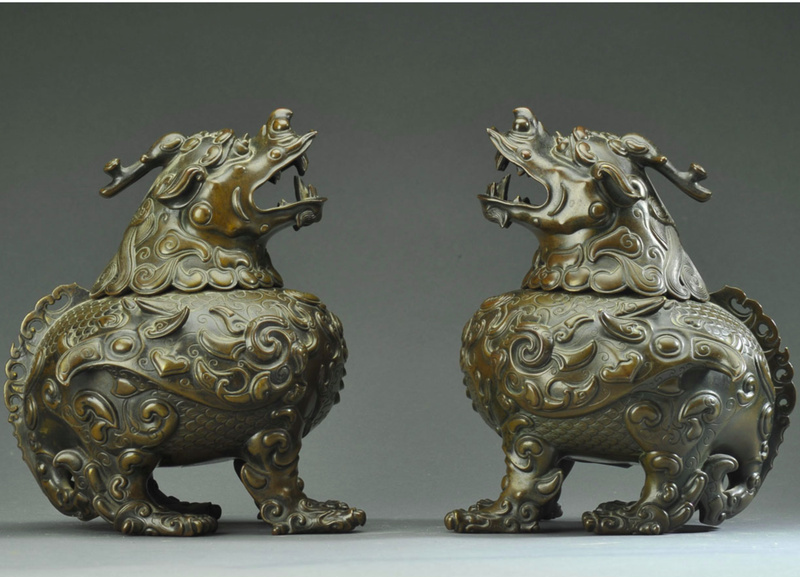
貔貅

貔貅的公獸有独角、头朝左、左脚在前、有翅膀和鬃毛，而母獸則正好相反，但其实单隻貔貅是不分雌雄。依照民间的说法，公獸代表财运，而母獸代表财库，一次收藏一对代表有财有库，才能真正招财进宝，而配戴在手腕上最好一手戴一隻，以免兩獸打架。

## 古代典籍

### 上古典籍
先秦《礼记·曲礼上》：“兵车不式。武车绥旌，德车结旌。史载笔，士载言。前有水，则载青旌。前有尘埃，则载鸣鸢。前有车骑，则载飞鸿。前有士师，则载虎皮。前有挚兽，则载貔貅。行：前朱鸟而后玄武，左青龙而右白虎。招摇在上，急缮其怒。进退有度，左右有局，各司其局。”
先秦《诗经·大雅·荡之什·韩奕》：“溥彼韩城、燕师所完。以先祖受命、因时百蛮。王锡韩侯、其追其貊、奄受北国、因以其伯。实墉实壑、实亩实籍、献其貔皮、赤豹黄罴。”
先秦《尚书·周书·牧誓》：“今日之事，不愆于六步、七步，乃止齐焉。勖哉夫子！不愆于四伐、五伐、六伐、七伐，乃止齐焉。勖哉夫子！尚桓桓如虎、如貔、如熊、如罴，于商郊弗迓克奔，以役西土，勖哉夫子！”
先秦《逸周书·周祝解》：“故海之大也，而鱼何为可得？山之深也，虎豹貔貅何为可服？人智之邃也，奚为可测？跂动哕息而奚为可牧？玉石之坚也，奚为可刻？阴阳之号也，孰使之？牝牡之合也，孰交之？”
先秦《尔雅·释兽》：“貔，白狐。其子豰，麝父麕足。”
西汉《史记·本纪·五帝本纪》：“炎帝欲侵陵诸侯，诸侯咸归轩辕。轩辕乃修德振兵，治五气，艺五种，抚万民，度四方，教熊罴貔貅貙虎，以与炎帝战于阪泉之野。”
西汉《史记·列传·司马相如列传》：“生貔豹，搏豺狼，手熊罴，足野羊，蒙鹖苏，绔白虎，被豳文，跨野马。”
西汉《史记·叙传·叙传下》：“高陵修儒，任刑养威，用合时宜，器周世资。义得其勇，如虎如貔，进不跬步，宗为鲸鲵。述翟方进传第五十四。”
西汉《方言·第八》：“貔，陈楚江淮之间谓之猍，北燕朝鲜之间谓之貂，关西谓之狸。”

### 中古典籍
东汉《大戴礼记．五帝德》：“黄帝，少典之子也，曰轩辕。生而神灵，弱而能言，幼而慧齐，长而敦敏，成而聪明。治五气，设五量，抚万民，度四方；教熊罴貔豹虎，以与赤帝战于版泉之野，三战然后得行其志。”
东汉《论衡．率性》：“黄帝与炎帝争为天子，教熊罴貔虎以战于阪泉之野，三战得志，炎帝败绩。”
东汉《说文解字．卷十．豸部》：“貔：豹属，出貉国。从豸声。《诗》曰：‘献其貔皮。’《周书》曰：‘如虎如貔。’貔，猛兽。”
前宋《后汉书·纪·光武帝纪下》：“寻、邑百万，貔虎为群。”

## 起源
「貔貅」較早的文獻出處有以下數個：
- 《尚書．牧誓》：「如虎如貔。」漢．孔安國．傳：「貔，執夷，虎屬也。」說明西漢初年的孔安國認為貔貅與虎同類，另「執夷」可能就是「貔」的緩讀。

- 在《史記·五帝本紀》中，黃帝曾經訓練猛獸建立軍隊，其中包括六種猛獸，熊、羆、貔、貅、貙、虎[1]。《索隱》：「《爾雅》云『貔，白狐』……郭璞云：『《書》稱猛士如虎如貔。貔蓋豹屬，亦曰執夷，白狐之云似是而非。』」從這裡可知道西漢初年的《爾雅》與晉代郭璞對於「貔」的解釋顯然不同。

- 《周禮．大司徒》：「臝物虎豹貔𧴐之屬。」鄭眾：「貔即貅也，云淺毛者，若以淺毛言之則入臝蟲中。」這說明東漢的鄭眾認为短毛的貔貅归入「臝虫」的分类。

- 《說文解字》：「豹屬，出貉國。」說明東漢末年的許慎認為貔貅與豹同類，但清人段玉裁認為「豹」是「狸」的訛誤[2]。

- 《詩經．大雅》：「獻其貔皮。」陸璣疏：「貔似虎，或曰似熊，遼東謂之白熊。」說明晉代陸璣認為貔貅像虎或像熊，在遼東則稱為白熊。

- 《禮記．曲禮》：「貔貅」鄭玄注：「貔貅，亦摯獸也。《書》曰：『如虎如貔』。」賈公彥疏：「貔貅者摯獸，猛而能擊，謂虎狼之属也。貔貅，是一獸，亦有威猛也。」此處說明唐朝的賈公彥認為貔貅是一種猛獸。

- 《正字通》：「據諸說，《尔雅》：‘貔，白狐’、《說文》：‘豹属’，並非。」清人張自烈未提新說，但根據前說基本否定「白狐」与「豹属」的說法。

- 《說文解字注．豸部》：「《大雅．韓奕．傳》曰：『貔，猛獸也。』《尚書某氏傳》曰：『貔，執夷，虎屬也。』《釋獸》曰：『貔，白狐。』舍人曰：『名白狐也。』按：《方言》曰：『貔，陳楚江淮之間謂之𧳟，北燕朝鮮之閒謂之狉，關西謂之狸。』郭云：『貔未聞語所出。』玉裁謂：《方言》所說貍也，非貔也；《爾雅》所說白狐，蓋亦貍類，非貔也。而皆得貔名者，俗𧦝之相混也。《說文》、《毛傳》、《尚書傳》則皆貔之本義也。」此處段玉裁羅列各家對「貔」的解釋，并肯定許慎「猛獸」的說法（《說文》原文最後一句）。值得注意的是，段氏認為「貔」有兩種釋義，其一是猛獸——也就是《詩經》和《尚書》中提到的本義，其二是狸——也就是因俗稱而相混的《方言》、《爾雅》提到的動物；許式兩義皆錄，惟段以為許以「狸」為本義（《說文》原文第一句），段式在此不從許叔重。

貔貅大致起源于汉代，汉武帝击败匈奴，打通西域后，东西方交流加强，貔貅的产生可能和西方有翼神兽的影响有关。汉初黄老思想盛行，貔貅被认为可以在主人死后带主人升仙。汉武帝曾经封貔貅为“帝宝”，下令只有皇族方可拥有，此令绵延两千余年一直有效，直至晚清帝制终结。

## 現代

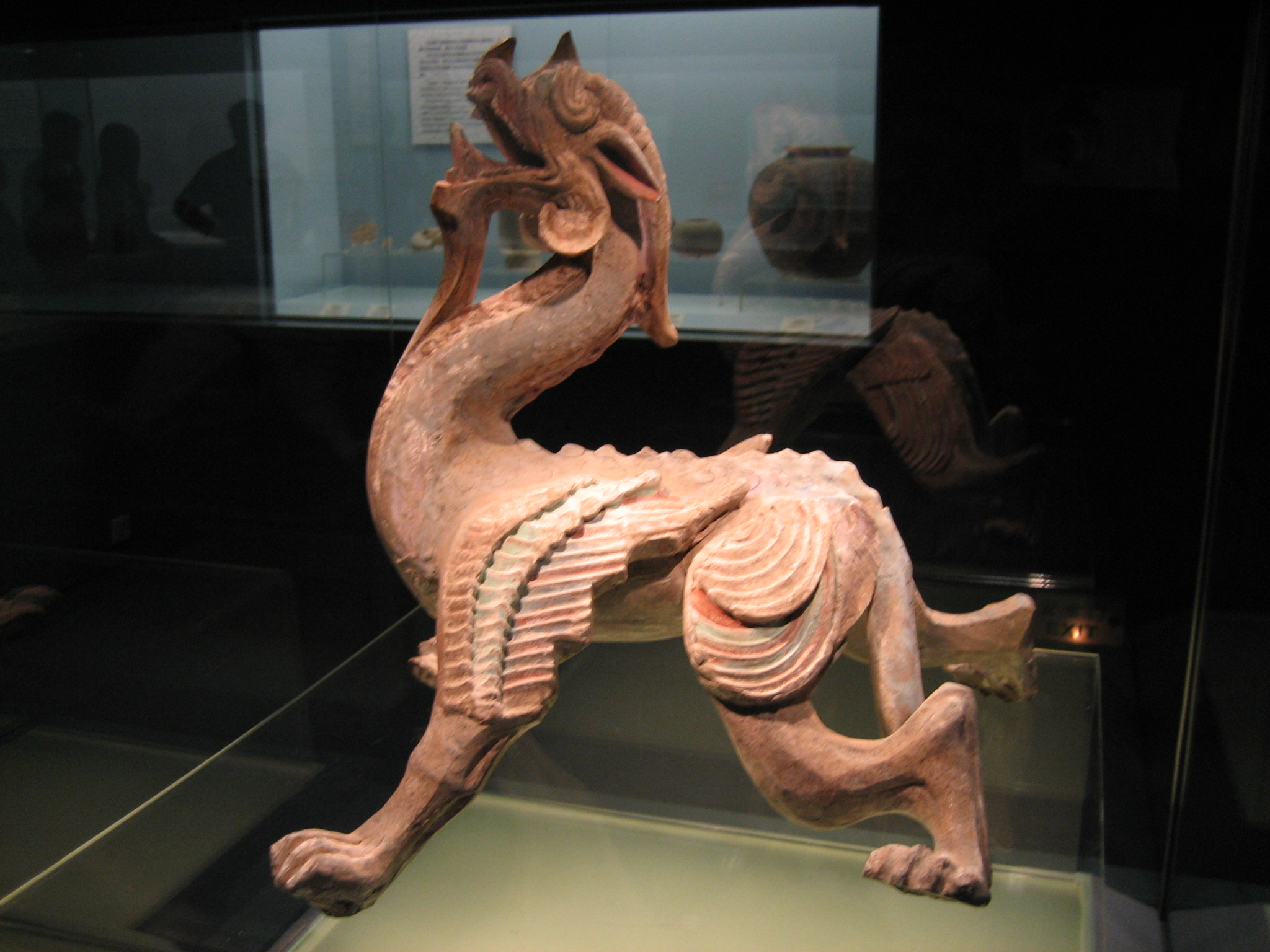
貔貅

有人认为貔貅就是现在的貓熊（大熊貓），但是从先秦古文看来，這個說法值得商榷。有学者认为大熊猫被称为“貔貅”是源自清代旅游家胡世安所著的《译峨籁》一书，这本书明确说明，此“貔貅”跟史记记载的猛兽“貔貅”完全是两码事。《译峨籁》书中的貔貅，实际上是皮裘的谐音，作者认为“皮裘”太俗，所以改称“貔貅”。后人不管三七二十一把前后两种貔貅混为一谈，所以就闹出大熊猫参军的笑话。
還有一種説法認為，貔貅在古代有两种，分别是单角貔貅和双角貔貅，有人说单、双角区别公（貔）母（貅），还有人说是区别善恶，总之是有单角貔貅的，而今多数都是双角貔貅，已经很难看到单角貔貅了。
從以上記錄看來，貔貅可能是一種像虎的短毛猛獸，具體是什麼則沒有明確記載。
另一種說法則認為，貔貅自古至今一直被用作辟邪化煞，镇宅旺财的神兽，其中獨角者稱為天祿，兩角者稱為辟邪，又因為祿與鹿發音相同，天祿可與天鹿通用。
從這段說法可將獨角貔貅視為鹿身猛獸。
一般貔貅的質地有玉、琉璃、木製、瓷製、銅製、布等，建議選購貔貅根據自己的命理五行來決定貔貅的質地。

## 引申義
基於貔貅的猛獸形象，古时候人们常以貔貅来作为军队的称呼。

## 相關
- 中國妖怪列表

## 延伸阅读
[在维基数据编辑]
 《欽定古今圖書集成·博物彙編·禽蟲典·貔貅部》，出自陈梦雷《古今圖書集成》

## 外部連結
- 动物分类学报文章 《大熊猫古名研究》